# Stadionul Francisc Neuman
Stadionul Francisc Neuman, cunoscut și ca Stadionul UTA, este un stadion de fotbal din Arad, România. Este construit pe locul fostului stadion Francisc von Neuman. Stadionul a fost deschis pe 28 august 2020 și servește în prezent drept casă pentru clubul de fotbal UTA Arad din SuperLiga României.
Este un stadion de categoria a patra în clasamentul stadionelor UEFA și este unul dintre cele mai moderne stadioane din țară, având o capacitate de 11.500 de locuri, repartizate pe patru tribune neconectate. Stadionul împărtășește elemente de design de la Stadionul Kirklees din Huddersfield, care este vizibil în tribune. Complexul mai include, de asemenea, birouri, un club de presă, un centru de presă, ospitalitate VIP, un restaurant și un hotel.
Stadionul poartă numele unui aristocrat evreu maghiar local, Francisc von Neumann, un baron care deținea mai multe afaceri în Arad și care a sponsorizat personal construcția vechiului stadion și înființarea echipei.
Primul meci de pe stadion a fost un meci de Liga I jucat între UTA Arad și Voluntari, care s-a încheiat la egalitate fără goluri. Din cauza pandemiei COVID-19, jocul s-a jucat fără spectatori.
Primul meci cu spectatori a fost finala Cupei României (fotbal feminin) U Olimpia Cluj - Heniu Prundu Bârgăului din 2021, care s-a încheiat cu o victorie cu 1-0 în prelungiri pentru clujence. Primul meci internațional disputat pe arenă a fost remiza amicală fără goluri dintre UTA Arad și Kolubara Lazarevac.